# Al-Aqsa is in gevaar
Al-Aqsa is in gevaar is een islamitische politieke slogan die is gebruikt in de context van het Arabisch-Israëlische conflict.
Verwijzend naar de Tempelberg, die bij moslims bekend staat als het complex van de Al-Aqsamoskee, is het een oproep aan moslims om zich te verzetten tegen de aanwezigheid van Israëlische joden op het terrein, onder het voorwendsel, dat zij het voor de toekomst willen overnemen voor de bouw van de Derde Tempel. 
Het verzet zich ook tegen archeologisch onderzoek op de locatie, dat wordt gezien als een ondermijning van de structurele fundamenten van het gebied. Veel bijbelse opgravingen, vooral door christelijke organisaties, hebben geprobeerd meer bewijsmateriaal op te graven van onder meer de Tempel in Jeruzalem en de ware plaats van de kruisiging van Jezus Christus. Veel fundamentalistische joodse organisaties, zoals de in Jeruzalem gevestigde Temple Mount Faithful, hebben geprobeerd de islamitische hegemonie op de Tempelberg te betwisten, soms in nauwe samenwerking met hun christelijke tegenhangers.